# 고의
| |
| 형법 刑法 |
| 형법학 · 범죄 · 형벌 죄형법정주의 |
| 범죄론 |
| 구성요건 · 실행행위 · 부작위범 간접정범 · 미수범 · 기수범 · 중지범 불능범 · 상당인과관계 고의 · 고의범 · 착오 과실 · 과실범 공범 · 정범 · 공동정범 공모공동정범 · 교사범 · 방조범 |
| 항변 |
| 위법성조각사유 · 위법성 · 책임 · 책임주의 책임능력 · 심신상실 · 심신미약 · 정당행위 · 정당방위 · 긴급피난 · 오상방위 · 과잉방위 · 강요된 행위                                     |
| 죄수 |
| 상상적 경합 · 연속범 · 병합죄 |
| 형벌론 |
| 사형 · 징역 · 금고 벌금 · 구류 · 과료 · 몰수 법정형 · 처단형 · 선고형 자수 · 작량감경 · 집행유예                                                                                  |
| 대인범죄 |
| 보통살인죄 · 존속살해죄 · 자살교사·방조죄 |
| 촉탁승낙살인죄 · 영아살해죄 · 낙태죄 |
| 상관살해죄 |
| 폭행죄 · 상해치사죄 · 절도죄 |
| 성범죄 · 성매매알선 · 강간죄 |
| 유괴 · 과실치사상죄 · |
| 대물범죄 |
| 손괴죄 · 방화죄 |
| 절도죄 · 강도죄 · 사기죄 |
| 사법절차 방해죄 |
| 공무집행방해죄 · 뇌물죄 |
| 위증죄 · 배임죄 |
| 미완의 범죄 |
| 시도 · 모의 · 공모 |
| 형법적 항변 |
| 자동증, 음주 & 착오 |
| 정신 이상 · 한정책임능력 |
| 강박 · 필요 |
| 도발 · 정당방위 |
| 다른 7법 영역 |
| 헌법 · 민법 · 형법 |
| 민사소송법 · 형사소송법 · 행정법 |
| 포털: 법 · 법철학 · 형사정책 |
| v • d • e • h |

고의(故意)는 형사법에서 타인의 권리를 침해하는 줄 알면서도 일부러 하는 생각이나 태도를 말하며 고의범의 구성요건요소 가운데 주관적 요소의 하나이다. 고의에 관한 형법총칙의 규정은 "죄의 성립요소인 사실을 인식하지 못한 행위는 벌하지 아니한다. 단 법률에 특별한 규정이 있는 경우에는 예외로 한다"라고 되어 있다. 고의 외에 또 다른 주관적 요소인 '과실'에 관한 형법총칙의 규정은 "정상의 주의를 태만함으로 인하여 죄의 성립요소인 사실을 인식하지 못한 행위라도 법률에 특별한 규정이 있는 경우에 한하여 처벌한다."로 되어 있다. 이 두 규정을 체계적으로 해석하면, 과실범은 '죄의 성립요소인 사실에 대한 인식이 없는' 경우로서 예외적으로 과실을 구성요건요소로 명시하고 있는 범죄유형을 말하고, 과실범을 제외한 각칙의 모든 범죄종류 즉 행위자의 주관적 태도로서 고의를 명시적으로 규정하고 있지 않은 범죄들은 고의를 당해 범죄의 구성요건요소로 요구하는 고의범으로 해석한다. 따라서 살인죄의 구성요건은 "사람을 살해한 자"라고만 되어 있어 '고의'를 명시적으로 규정하고 있지 않지만 고의가 주관적 구성요건요소인 고의범으로 분류한다.
특정인이 고의로 일반인에게 금전으로 유혹한 뒤, 그 유혹에 빠지게 하여 약물을 투입하고, 성매매와 인신매매를 알선하는 등, 그 특정인은 법망에서 빠져나와 유혹에 넘어간 일반인을 범인으로 지목되게 고의적으로 피해를 주는 행위.

## 고의의 본질
의사설에 따르면 의욕(의지적 요소)이 고의의 본질이므로 인식 이외에 의욕이라는 주관적 태도가 추가적으로 있어야 고의가 인정된다. 이에 의하면 형법 제13조의 해석론상 고의가 인정되려면 구성요건실현에 대한 인식만으로는 부족하고 구성요건실현에 대한 의욕이 있어야 한다고 한다. 대법원의 판례의 견해도 이와 같다.

## 부합설
사실의 착오가 있을 때 고의를 찾아내는 것은 어려운 일이다. 이에 대해 두가지 학설이 있는데 하나는 구체적 부합설(具體的 符合說)이고 또 하나는 법정적 부합설(法定的 符合說)이다.

### 구체적 부합설
구체적 부합설과 법정 부합설은 사실의 착오 중에서 죄를 의사로서 실행하였으나 의도하였던 객체와 다른 객체에 대하여 그 결과가 발생하였을 때에, 그 발생한 결과에 대해서 고의를 인정할 수 있는가의 여부에 관한 중요한 학설이다.에서 구체적으로 일치하여야 발생한 사실에 대해 고의가 인정된다는 견해이다. 여기서 '구체적으로 일치'한다는 말의 의미는 인식한 대상과 발생한 대상이 일치한다는 것이다. 하지만 대상의 특수한 성질까지 모조리 인식해야 할 필요는 당연히 없을 것이다. 따라서 인식한 바로 '그것'이 발생한 바로 그것'이면 발생한 사실에 대해 고의를 인정하는 이론이라고 이해하면 된다.

### 법정적 부합설
규범론적 차원에서 행위자에게 부담지울 수 있는 고의의 범주를 구축하려는 이론이다. 즉, 구체적 부합설은 행위자가 겨냥한 표적에 범죄결과가 발생되었는지를 고의 인정의 기준으로 삼으려는데 반하여, 법정적 부합설은 표적의 맞춤에 사실적 어긋남이 있더라도 규범적 차원에서 발생된 결과가 행위자의 생각과 본질적으로 일치하면 고의가 인정될 수 있지 않겠느냐는 반론을 제기한다.

## 확정적 고의
어떠한 행위를 하면 반드시 그일이 일어난 것임을 알고 실행하는 고의이다.

## 불확정적 고의
불확정적 고의(dolus indeterminatus)란 범죄 사실, 특히 결과에 대한 인식이 불확정한 고의를 말한다. 불확정적 고의의 종류로는 개괄적 고의, 택일적 고의, 미필적 고의 등이 있다.

### 개괄적 고의
개괄적 고의(dolus generalis)는 행위에 대한 결과가 발생하는 것 자체는 확정적이지만 그 행위의 객체가 불확정적인 경우의 고의를 말한다. 예를 들어, 모여 있는 군중에 대하여 그들 중 누군가는 맞을 것을 인식하고 돌을 던지는 것이 있다. 그러나 이들 중 정확히 누가 맞을 지는 인식하지 못한다.

### 택일적 고의
택일적 고의(dolus alternativus)는 행위에 대한 결과가 발생하는 것 자체는 확정적이지만 그 행위의 객체가 택일적이어서 둘 가운데 하나의 결과만 일어날 수 있는 경우의 고의를 말한다. 예를 들어, 함께 있는 두 사람 갑, 을에 대하여 정확히 누군지는 알 수 없으나 둘 중 하나는 맞을 것을 인식하고 돌을 던지는 것이 있다.

### 미필적 고의
미필적 고의(dolus eventualis)는 어떤 행위에 대한 결과의 발생 그 자체는 불확정적이나 행위자가 그 행위의 범죄결과를 인식, 예견함에도 불구하고 그 결과의 발생을 인용한 경우의 고의를 말한다. 예를 들어, 옥상 위에서 돌을 던지면 그 아래 지나가는 사람이 맞을 수도 있을 것이라는 예견과 맞아도 상관없다는 인식을 가지고 돌을 던지는 것이 있다.

## 민법

### 불법행위
불법행위에 있어서 고의는 일정한 결과가 발생하리라는 것을 알면서 감히 이를 행하는 심리상태로서, 객관적으로 위법이라고 평가되는 일정한 결과의 발생이라는 사실의 인식만 있으면 되고 그 외에 그것이 위법한 것으로 평가된다는 것까지 인식하는 것을 필요로 하는 것은 아니다.

## 형법

### 판례
- 성폭력처벌법 제11조 위반죄(공중 밀집 장소에서의 추행죄)가 성립하기 위해서는 주관적 구성 요건으로서 추행을 한다는 인식을 전제로 적어도 미필적으로나마 이를 용인하는 내심의 의사가 있어야 하므로, 피고인이 추행의 고의를 부인하는 경우에는 고의와 상당한 관련성이 있는 간접사실을 증명하는 방법에 따를 수밖에 없다[5]

#### 부진정 부작위범의 고의
- 부진정 부작위범의 고의는 반드시 구성요건적 결과발생에 대한 목적이나 계획적인 범행 의도가 있어야 하는 것은 아니고 법익침해의 결과발생을 방지할 법적 작위의무를 가지고 있는 사람이 의무를 이행함으로써 결과발생을 쉽게 방지할 수 있었음을 예견하고도 결과 발생을 용인하고 이를 방관한 채 의무를 이행하지 아니한다는 인식을 하면 족하다.[6]

#### 미필적 고의의 의미
- 고의의 일종인 미필적 고의는 중대한 과실과는 달리 범죄사실의 발생 가능성에 대한 인식이 있고 나아가 범죄사실이 발생할 위험을 용인하는 내심의 의사가 있어야 한다. 행위자가 범죄사실이 발생할 가능성을 용인하고 있었는지는 행위자의 진술에 의존하지 않고 외부에 나타난 행위의 형태와 행위의 상황 등 구체적인 사정을 기초로 일반인이라면 범죄사실이 발생할 가능성을 어떻게 평가할 것인지를 고려하면서 행위자의 입장에서 그 심리상태를 추인하여야 한다.[7]
- 미필적 고의가 인정되기 위해서는 결과발생의 가능성에 대한 인식이 있음은 물론 나아가 결과발생을 용인하는 내심의 의사가 있음을 요한다.[8]
- 행위자가 범죄사실이 발생할 가능성을 용인하고 있었는지는 행위자의 진술에 의존하지 않고 외부에 나타난 행위의 형태와 행위의 상황 등 구체적인 사정을 기초로 일반인이라면 범죄사실이 발생할 가능성을 어떻게 평가할 것인지를 고려하면서 행위자의 입장에서 그 심리상태를 추인해야 한다.[9]

#### 명예훼손의 고의
- 허위사실 적시에 의한 명예훼손죄 및 사자명예훼손죄는 미필적 고의에 의해서도 성립하므로 허위사실에 대한 인식은 확정적일 필요가 없다.[10]
- 새로 목사로서 부임한 피고인이 전임목사에 관한 교회내의 불미스러운 소문의 진위를 확인하기 위하여 이를 교회집사들에게 물어보았다면, 이는 경험칙상 충분히 있을 수 있는 일로서 명예훼손의 고의없는 단순한 확인에 지나지 아니하여 사실의 적시라고 할 수 없다.[11]

#### 상해죄의 고의
- 상해죄의 성립에는 상해의 원인인 폭행에 대한 인식이 있으면 충분하고 상해를 가할 의사의 존재까지는 필요하지 않다[12]

#### 업무방해죄의 고의
- 업무방해죄의 성립에 필요한 고의는 반드시 업무방해의 목적이나 계획적인 업무방해의 의도가 있어야만 하는 것은 아니고, 자신의 행위로 인하여 타인의 업무가 방해될 가능성 또는 위험에 대한 인식이나 예견으로 충분하다.[13]

#### 살인예비죄의 고의
- 살인예비죄가 성립하기 위하여는 살인죄를 범할 목적 외에도 살인의 준비에 관한 고의가 있어야 한다.[14]

##### 이적표현물에 관한 죄의 고의
- 국가보안법 제7조 제5항에 규정된 이적표현물에 관한 죄는 목적범이고, 이적표현물임을 인식하면서 취득ㆍ소지 또는 제작ㆍ반포한 사실만으로 그 행위자에게 위 표현물의 내용과 같은 이적행위를 할 목적이 있는 것으로 추정해서는 아니 된다.[15]

#### 고의 긍정

##### 살인의 고의
- 건장한 체격의 군인이 왜소한 체격의 사람을 폭행하고 특히 급소인 목을 설골이 부러질 정도로 세게 졸라 사망하게 한 경우에는 살인의 고의가 인정된다.[16]
- 예리한 식도로 타인의 하복부를 찔러 직경 5센티미터, 깊이 15센티미터 이상의 자상을 입힌 결과 그 타인이 내장파열 및 다량의 출혈뿐만 아니라 자창의 감염으로 인해 사망에 이른 경우에는 행위자에게 고의에 의한 살인의 죄책을 물을 수 있다[17]

##### 부작위에 의한 살인의 고의
- 부작위에 의한 살인의 경우에는 생명의 침해를 방지할 법적 작위의무를 가지고 있는 자가 의무를 이행함으로써 생명의 침해를 쉽게 방지할 수 있었음을 예견하고도 생명의 침해를 용인하고 이를 방관한 채 의무를 이행하지 아니한다는 인식이 있었다면 살인의 고의가 인정된다[18]

##### 청소년유해업소의 청소년 고용에 대한 미필적 고의
- 유흥업소의 업주로서는 다른 공적 증명력 있는 증거를 확인해 봄이 없이 단순히 건강진단결과서상의 생년월일 기재만을 확인하는 것으로는 청소년보호를 위한 연령확인의무이행을 다한 것으로 볼 수 없고, 따라서 이러한 의무이행을 다하지 아니한 채 대상자가 성인이라는 말만 믿고 타인의 건강진단결과서만을 확인한 채 청소년을 청소년유해업소에 고용한 업주에게는 적어도 청소년 고용에 관한 미필적 고의가 인정된다[19]

##### 마약 매매의 고의
- 甲은 검찰의 마약류 수사에 협조하는 과정에서 협조할 의사가 전혀 없었던 것은 아니라고 하더라도, 검찰에 필로폰 거래의 진행관계나 필로폰 매매대금의 처리문제 등에 관하여 아무런 보고도 하지 아니한 채 그 허락의 범위를 벗어나 필로폰 매수인으로부터 실제로 필로폰 대금을 지급받아 자신이 사용할 의도하에 필로폰을 판매하고자 한 이상, 甲에게는 필로폰 매매에 관한 고의가 인정된다.[20]

##### 퇴직금 지급 회피의 고의
- 사용자가 사법상의 효력이 없는 ‘매월의 월급이나 매일의 일당 속에 퇴직금을 포함시켜 지급한다’는 내용의 약정을 내세워 퇴직한 근로자에 대한 퇴직금의 지급을 거절하는 경우에는 사용자가 퇴직금을 지급하지 아니한 데에 상당한 이유가 있는 경우라고 볼 수 없어 사용자에게 ｢근로기준법｣상 임금 등의 기일 내 지급의무 위반죄에 관한 고의가 인정된다.[21]

##### 직권남용체포죄와 직권남용권리행사방해죄의 고의
- 피고인이 인신구속에 관한 직무를 집행하는 사법경찰관으로서 체포 당시 상황을 고려하여 경험칙에 비추어 현저하게 합리성을 잃지 않은 채 판단하면 체포 요건이 충족되지 아니함을 충분히 알 수 있었는데도 자신의 재량 범위를 벗어난다는 사실을 인식하고 그와 같은 결과를 용인한 채 사람을 체포하여 권리행사를 방해한 경우 직권남용체포죄와 직권남용권리행사방해죄의 고의는 인정된다[22]

##### 업무상 배임죄의 고의
- 기업의 경영자가 문제된 행위를 함에 있어 합리적으로 가능한 범위 내에서 수집한 정보를 근거로 하여 당해 기업이 처한 경제적 상황이나 그 행위로 인한 손실발생과 이익획득의 개연성 등의 제반 사정을 신중하게 검토하지 아니한 채 당해 기업이나 경영자 개인이 정치적인 이유 등으로 곤란함을 겪고 있는 상황에서 벗어나기 위해서는 비록 경제적인 관점에서 기업에 재산상 손해를 가하는 결과가 초래되더라도 이를 용인할 수밖에 없다는 인식하에 의도적으로 그와 같은 행위를 하였다면 업무상 배임죄의 고의는 있었다고 봄이 상당하다[23]

##### 범죄수익 은닉의 고의
피고인들이 보이스피싱 사기 범죄단체의 구성원으로 활동하면서 사기범죄의 피해자들로부터 자신 또는 공범들의 계좌와 전혀 무관한 제3자 명의의 계좌로 돈을 송금받는 방법으로 범죄수익 등의 취득에 관한 사실을 가장한 경우 범죄수익 은닉행위에 대한 고의도 있다

#### 고의 부정

##### 임금 미지급의 고의
- 임금 등 지급의무의 존부와 범위에 관하여 다툴 만한 근거가 있다면 사용자가 그 임금 등을 지급하지 않은 데에 상당한 이유가 있다고 보아야 하므로, 사용자에게 ｢근로기준법｣ 제109조 제1항, 제36조 위반의 고의가 있었다고 보기 어렵다.[25]

##### 중량제한 위반에 대한 고의
- 甲이 ｢도로교통법｣상의 축 하중 제한기준(10t) 및 총 중량제한기준(40t)을 초과하여 모래를 적재한 상태로 위 차량을 운행하다가 과적으로 단속된 경우 출발 당시의 총 중량 계측 결과(39.870t), 축 중량 및 총 중량 초과 정도가 크지 않은 점 등의 사정을 종합할 때, 甲이 제한기준 초과 상태로 운행한다는 인식을 가지고 있었다고 보기는 어렵다.[26]

##### 허위공문서작성죄의 고의
- 공무원이 여러 차례의 출장반복의 번거로움을 회피하고 민원사무를 신속히 처리한다는 방침에 따라 사전에 출장조사한 다음 출장조사 내용이 변동없다는 확신하에 출장복명서를 작성하고 다만 그 출장일자를 작성일자로 기재한 것이라면 허위공문서작성의 범의가 있었다고 볼 수 없다[27]

##### 사기죄의 고의
- 채권자가 채무자의 신용상태를 인식하고 있어 장래의 변제지체 또는 변제불능에 대한 위험을 예상하고 있거나 예상할 수 있었다면, 채무자가 구체적인 변제의사·변제능력·거래조건 등 거래 여부를 결정할 수 있는 중요한 사항을 허위로 말하였다는 등의 사정이 없는 한 채무자가 그 후 제대로 변제하지 못하였다는 사실만 가지고 사기죄의 고의가 있었다고 단정할 수 없다[28]

## 참조문헌
1. ↑  형법 제13조 (범의)
2. ↑  형법 제14조 (과실)
3. ↑  형법 제250조 제1항
4. ↑  대법원 2002.7.12, 선고, 2001다46440, 판결
5. ↑  대판 2024.1.4, 2023도13081
6. ↑  대법원 2015. 11. 12.선고 2015도6809 전원합의체 판결
7. ↑  대판 2017.1.12, 2016도15470
8. ↑  대판 1987.2.10, 86도2338
9. ↑  대법원 2008. 3. 27. 선고 2008도443
10. ↑  대판 2014.3.13, 2013도12430
11. ↑  대판 1985.5.28, 85도588
12. ↑  대판 2000.7.4, 99도4341
13. ↑  대판 2012.5.24, 2009도4141
14. ↑  대판2009.10.29. 2009도7150
15. ↑  대판 2010.7.23, 2010도1189 전원합의체
16. ↑  대판 1995.9.15, 94도2561
17. ↑  대판 1982.12.28, 82도2525
18. ↑  대판 2015.11.12, 2015도6809 전원합의체
19. ↑  대법원 2002. 6. 28. 선고 2002도2425
20. ↑  대법원 2006. 4. 28. 선고 2006도941
21. ↑  대법원 2007. 8. 23. 선고 2007도4171
22. ↑  대판 2017.3.9, 2013도16162
23. ↑  대판 2007.3.15, 2004도5742
24. ↑  2017.10.26, 2017도8600
25. ↑  대법원 2023. 4. 27.선고 2020도16431판결
26. ↑  대법원 2010. 7. 22. 선고 2010도6960
27. ↑  대판 2001.1.5, 99도4101
28. ↑  대판 2016.4.28, 2012도14516

## 같이 보기
- 과실 (부주의)
- 고의 (법)